# José Aníbal
José Aníbal Peres de Pontes (Guajará-Mirim, 9 de agosto de 1947) é um economista e político brasileiro, filiado ao Partido da Social Democracia Brasileira (PSDB). Foi deputado federal durante cinco mandatos por São Paulo e secretário de Energia e de Ciência e Tecnologia nos governos Covas e Alckmin. Pela capital, foi também vereador.

## Biografia

### Juventude
José Aníbal nasceu em 1947, em Guajará-Mirim (Rondônia), filho de um rico comerciante cearense e uma descendente de espanhóis. Mudou-se em 1957 para o Rio de Janeiro para cursar o ensino fundamental (ainda não existente em sua cidade natal). Em 1961 se mudou para Lavras em Minas Gerais para cursar o ensino médio (antigo colegial). Em 1964 concluiu o ensino médio no colégio Marconi, em Belo Horizonte, onde também fez amizade com Dilma Rousseff. Ainda em 1964, Dilma e Aníbal iniciaram a militância política como membros da Organização Revolucionária Marxista Política Operária, também conhecida como POLOP, um dos grupos de esquerda que combateram a ditadura militar. Aníbal afirma que nunca participou de ações armadas, mas admitiu ter escondido armas e emprestado o seu carro para a organização em que militava. Ainda em Belo Horizonte, se envolve com a política estudantil e passa a combater a ditadura militar recém-instalada no Brasil. Logo após, entra para a faculdade de Economia na Universidade Federal de Minas Gerais (UFMG). Em 1968, com o decreto do AI-5, José passa a ser perseguido pelos militares e foge de Belo Horizonte para o Rio de Janeiro. Em 1973, ele é obrigado a deixar o Brasil e parte para o exílio no Chile. Após o golpe militar de Pinochet no mesmo ano, deixou o país rumo ao Panamá. De lá, segue para a França. De 1974 a 1978, concluiu seus estudos em Economia na Universidade Sorbonne em Paris e começou a trabalhar no Instituto para o Desenvolvimento dos Povos (Enode). Dirige também a revista Conjuntura Brasileira e começa a coordenar a criação de Comitês pela Anistia no Brasil. Em 1979, retornou ao Brasil. Escolhe São Paulo para viver e constituir sua família.
Na vida pública
Foi o presidente nacional do PSDB e líder na Câmara dos Deputados por quatro vezes, duas delas durante o governo FHC. Durante o primeiro mandato de Fernando Henrique Cardoso, liderou a bancada governista na aprovação de várias reformas constitucionais incluindo a emenda constitucional que permitiu a reeleição aos ocupantes de cargos no Poder Executivo após 1998. Posteriormente, alguns parlamentares da base aliada do governo admitiram ter vendido seus votos pela aprovação da emenda.
Em 1999, durante seu terceiro mandato como deputado federal, Aníbal foi admitido à Ordem do Mérito Militar no grau de Comendador especial pelo presidente Fernando Henrique Cardoso.
Disputou sete eleições. Na disputa pelo Senado em 2002, foi o 4º colocado ao obter 4.957.173 votos (14,1% dos válidos, à época), e em 2004 foi o vereador mais votado na cidade de São Paulo.
Eleito cinco vezes consecutivas deputado federal, sua atuação foi decisiva na articulação para aprovação e implantação do Plano Real – o qual pôs um fim ao ciclo inflacionário estabilizando a economia.
Como secretário de Estado de Ciência, Tecnologia e Desenvolvimento Econômico de São Paulo, entre 1999 e 2001, expandiu o ensino técnico e profissionalizante de São Paulo, criando, entre outras, uma Fatec (Faculdade de Tecnologia do Estado de São Paulo) na zona leste da capital – modelo adotado e expandido até os dias atuais, preparando jovens para a sua inserção qualificada no mercado de trabalho.
Em 2011, licenciou-se como deputado federal para assumir a Secretaria de Energia do Estado de São Paulo. Como secretário, conseguiu expressiva melhoria nos serviços de distribuição de energia para a população, reduzindo o tempo e a frequência de interrupções no fornecimento de energia.
Com sua atuação, as reclamações do setor elétrico em São Paulo caíram da 4ª posição em total de queixas para a 11ª, de acordo com a Fundação Procon.
Coordenou também a elaboração do Plano Paulista de Energia, que prevê o alcance de 69% de fontes renováveis na matriz energética do Estado de São Paulo até 2020.
Em 2014, foi eleito o primeiro-suplente de José Serra no Senado.
Em 15 de julho de 2015, assumiu a presidência nacional do Instituto Teotônio Vilela, órgão oficial de formação política do PSDB.
Assumiu a vaga no Senado Federal no dia 17 de maio de 2016, em razão da nomeação de José Serra pelo governo Temer como Ministro das Relações Exteriores.
Em dezembro de 2016, votou a favor da PEC do Teto dos Gastos Públicos.
Em agosto de 2021, assumiu temporariamente a vaga de Serra no Senado Federal, após o titular ser diagnosticado com a Doença de Parkinson e pedir licença do Senado por 4 meses.

## Controvérsias
Em 2014, foi investigado no inquérito que apura fraudes em licitações para a construção de trens e do metrô, escândalo que ficou conhecido como trensalão, em São Paulo, durante governos tucanos. Essa investigação foi arquivada em 10 de fevereiro de 2015 pela Primeira Turma do Supremo Tribunal Federal (STF). Na época, a maioria dos ministros entendeu não haver indícios suficientes de envolvimento, considerando que outras testemunhas desmentiram sua participação no caso. Por meio de nota, José Aníbal disse que as denúncias feitas contra ele não têm "sustentação factual" e se baseiam em "documento apócrifo, falso".